# Maria Krystyna Wettyn (1735–1782)
Maria Krystyna Wettyn (Maria Krystyna  Anna Teresa Salomea Eulalia Franciszka Ksawera, ur. 15 lutego 1735, zm. 15 grudnia 1782) – polska królewna, córka Augusta III i Marii Józefy.

## Życiorys
Urodziła się w Wilanowie jako dziesiąte spośród czternaściorga dzieci pary królewskiej. Odebrała edukację w zakresie filozofii,geografii, teologii, rysunku i tańca. Posługiwała się językami:polskim, francuskim i łaciną. 
W 1764 została wysłana do Francji, gdzie mianowano ją przełożoną-koadiutorką opactwa w Remiremont. Funkcję przełożonej objęła w 1773 po śmierci swojej poprzedniczki, Anny Szarlotty Lotaryńskiej. Często odwiedzała Paryż, uczestnicząc w tamtejszym życiu towarzyskim. Korespondowała ze swoim bratem, Franciszkiem Ksawerym Wettynem. Odznaczona Orderem Krzyża Gwiaździstego. W 1775 zakupiła rezydencję w Brumath, gdzie prowadziła wystawne życie. Po jej śmierci jej siostrzeniec Ludwik XVI był zobowiązany spłacić jej długi.